# Кремень Василь Григорович
Васи́ль Григо́рович Кре́мень (нар. 25 червня 1947, с. Любитове, Сумська область) — український вчений, державний, політичний та громадський діяч, президент НАПН України (з 1997).
Академік НАН України (з 2000), академік НАПН України (з 1995).
З травня 1998 по лютий 2000 — Народний депутат України 3-го скликання (за списком СДПУ (о)), очолював підкомітет з фахової освіти Комітету з питань науки і освіти.  Упродовж 1999—2005 рр. перший міністр освіти і науки України об’єднаного Міністерства освіти і науки України (в урядах В. Ющенка, А. Кінаха та В. Януковича).
Президент Товариство «Знання» України (з 1998), Президент Спортивної студентської спілки (з 1998 по 2018), заступник Голови Комітету з державної премії в галузі науки і техніки (з 2002), нині член Комітету з Національної премії України імені Бориса Патона; заступник Голови Комітету з державної премії в галузі освіти (2011).
Почесний доктор (Київського національного університету імені Тараса Шевченка, Вінницького державного педагогічного університету ім. Михайла Коцюбинського, Хмельницького національного університету, Харківського національного університету імені В. Н. Каразіна, Дніпровського національного університету імені Олеся Гончара, Львівського державного університету безпеки життєдіяльності, Львівського державного університету фізичної культури, Волинського національного університету імені Лесі Українки, Прикарпатського національного університету імені Василя Стефаника, Міжнародного економіко-гуманітарного університету імені академіка Степана Дем’янчука) і професор (Київського університету імені Бориса Грінченка, Південноукраїнського національного педагогічного університету імені К. Д. Ушинського, Черкаського національного університету імені Богдана Хмельницького, Національного університету «Полтавська політехніка імені Юрія Кондратюка») багатьох українських вишів і кількох закордонних університетів. 

## Життєпис
Народився 25 червня 1947 року в селі Любитове Кролевецького району Сумської області. Українець. Батько Григорій Мусійович (1921—1990) і мати Варвара Іванівна (1928) — селяни. Родовід Кременів має поколінний розпис із середини XVIII ст. У 1965 році із золотою медаллю закінчив середню школу, після чого рік працював слюсарем в автопарку у місті Конотопі. Упродовж 1966—1971 років навчався у Київському державному університеті імені Шевченка на філософському факультеті, де протягом 1971—1979 роках пройшов шлях від аспіранта до заступника декана факультету.
У 1976 році захистив кандидатську, а в 1991-му — докторську дисертації. 3 1979 по 1986 рік працював у ЦК Компартії України, а в 1986—1991 pp. — у ЦК КПРС, де займався питаннями розвитку освіти і науки. Протягом 1991—1992 років був заступником директора Інституту соціально-політичних досліджень РАН, упродовж 1992—1994 років обіймав посаду заступника директора з наукової роботи та завідувача відділу методології соціально-політичного розвитку Національного інституту стратегічних досліджень України.
У 90-х роках працював в Адміністрації Президента України: керував службою з питань гуманітарної політики і був заступником Глави Адміністрації Президента України — керівником управління внутрішньої політики. 1997 року став президентом Національної академії педагогічних наук України. У 1998 році В. Г. Кремень обраний депутатом Верховної Ради України, там він очолював підкомітет з фахової освіти Комітету з питань науки і освіти.
Загалом В. Г. Кремень — автор понад 1500 наукових і науково-публіцистичних праць з проблем філософії, педагогіки та соціально-політичного розвитку суспільства. Головний редактор науково-теоретичного та інформаційного журналу «Вісник НАПН України», голова редакційної колегії науково-практичного журналу «Директор школи, ліцею, гімназії», член редколегій: теоретичного та науково-методичного часопису «Вища освіта України», науково-практичного журналу «Гуманітарні науки», соціально-гуманітарного наукового журналу «Людина і Політика», науково-педагогічного журналу «Рідна школа», наукового часопису «Філософія освіти» й інших наукових періодичних видань. Протягом років діяльності був головним редактором і членом редколегій близько 40 періодичних видань України.
2000-2005 – роки плідної інноваційної діяльності, у якій міністр освіти і науки України стає не лише ідеологом і натхненником, а й управлінцем й організатором небачених за масштабом і швидкістю перетворень у суспільстві. Основні напрями розвитку галузі розкрито у доповіді Кременя-міністра на II Всеукраїнському з’їзді освітян (2001 р.), у Національній доктрині розвитку освіти, авторський колектив якої він очолював, та численних публікаціях.
Практичні кроки освіти і науки України, здійснені під його керівництвом, були концептуально цілісними й логічно продовжували теоретичні наукові дослідження.
Саме з його ініціативи й за безпосереднього керування в країні відбувається активний процес переходу від авторитарної педагогіки до педагогіки толерантності, система вищої освіти України наближається до освітніх систем розвинутих європейських країн, втілюється в життя інноваційна державна політика в галузях освіти і науки. Загальноосвітня школа переходить до нового змісту та дванадцятирічного навчання. Запроваджено вивчення іноземної мови з другого класу. Українська мова як державна вивчається всіма учнями. За роки керівництва галуззю міністра Кременя кількість учнів, що навчається українською, зросла з 62% до майже 75%. Причому без будь-якого тиску і спротиву. Навчальні досягнення оцінюють за позитивною дванадцятибальною шкалою. Обґрунтовано й триває активна підготовка переходу старшої школи до профільності. Переважно здійснено комп’ютеризацію загальноосвітніх закладів. Розпочато виконання програми «Шкільний автобус». Ухвалено програму з виготовлення та постачання до навчальних закладів обладнання нового покоління для вивчення природничо-математичних та технологічних дисциплін. Проведено експеримент із упровадження зовнішнього незалежного оцінювання. Абітурієнтам було дозволено складати вступні іспити і брати участь у конкурсі одночасно у кілька університетів. А також запроваджено ще одну важливу інновацію – можливість навчання у виші за рахунок державного кредиту з наступним його погашенням протягом ряду років.
Системні зміни відбуваються і у вищій освіті України. Було підготовлено нормативно-правову базу для входження вищої освіти у Болонський процес, приєднання до якого формально сталося в травні 2005 р. Упродовж кількох років було підготовлено отримання позики Світового банку для розвитку освіти України, що розпочалося з 2006 р. Істотно збільшилась кількість студентів вищих навчальних закладів.
Переміни торкнулися й економічної сфери галузі. Зросло фінансування науки і освіти. Утверджуються нові форми її організації, у тому числі технопарки. Повністю ліквідовано заборгованість із заробітної платні вчителям і науковцям. Значно поліпшено умови роботи викладачів, стипендія студентів тільки в 2004 р. зросла більше ніж удвічі. Уперше в сучасній історії середню заробітну плату в освіті було підвищено незалежно від інших бюджетних сфер.
Саме за керівництва галуззю міністра В. Г. Кременя відбувся злам у свідомості суспільства щодо доленосної функції освіти і науки.
Не можна обійти і той факт, що саме наказ Міністра освіти і науки України Василя Кременя про заборону переслідування студентської молоді, яка прагнула висловити свою думку під час подій на Майдані Незалежності у 2004-2005 рр., сприяв перемозі Помаранчевої революції. Цей наказ був оцінений громадянами України, як прояв реальної демократії у країні з боку патріотичного істеблішменту, і сприйнятий, як заклик до сміливого й відкритого висловлення волі.

## Громадська діяльність
Входить до Поважної ради Громадської ініціативи «Орден святого Пантелеймона».

## Нагороди
- Орден князя Ярослава Мудрого III ст (23 серпня 2021) — за значний особистий внесок у державне будівництво, зміцнення обороноздатності, соціально-економічний, науково-технічний, культурно-освітній розвиток Української держави, вагомі трудові досягнення, багаторічну сумлінну працю та з нагоди 30-ї річниці незалежності України[18]
- Орден князя Ярослава Мудрого IV ст. (18 травня 2017) — за вагомий особистий внесок у розвиток вітчизняної науки, зміцнення науково-технічного потенціалу України, багаторічну сумлінну працю та високий професіоналізм[19]
- Орден князя Ярослава Мудрого V ст. (27 червня 2012) — за значний особистий внесок у державне будівництво, соціально-економічний, науково-технічний, культурно-освітній розвиток України, вагомі трудові здобутки та високий професіоналізм[20]
- За визначні здобутки ученого нагороджено орденом «За заслуги» І, II і III ступенів, Почесною грамотою Верховної Ради України, Почесною грамотою Кабінету Міністрів України, орденом Нестора-літописця та інші. Удостоєний Державної премії України в галузі науки і техніки, Міжнародної премії ім. Г. С. Сковороди, премії НАН України ім М. І. Костомарова.
- Державна премія України в галузі освіти 2013 року — у номінації «наукові досягнення в галузі освіти» за цикл наукових праць «Філософія освіти: пошук пріоритетів» (у складі колективу)[21]
- Премія імені Петра Тронька (2017)[22]
- Всеукраїнська літературно-мистецька премія «Київська книга року» (2023)[23][24][25].

## Наукові праці
Основні монографії:
- «Україна: альтернативи поступу (критика історичного досвіду)» (1996)
- «Україна: шлях до себе. Проблеми суспільної трансформації» (1999)
- «Освіта і наука України: шляхи модернізації» (факти, роздуми, перспективи) (2003)
- «Україна: проблеми самоорганізації» (2003)
- «Освіта і наука в Україні: інноваційні аспекти. Стратегія. Реалізація. Результати» (2005)
- «Філософія національної ідеї: Людина. Освіта. Соціум» (2007)
- «Filozofia eduкacji» (2007)
- «Феномен інновацій: освіта, суспільство, культура» (2008)
- «Філософія людиноцентризму в стратегіях освітнього простору» (2009)
- «Еліта: витоки, сутність, перспектива» (за редакцією В. Г. Кременя) (2011)
- «Filozofia antropocentryzmu w edukacyjnej przestrzeni» (2011)
- «Синергетика в освіті: аспект людиноцентризму» (2012)
- «Україна у добу глобалізації (начерки метадисциплінарного дослідження)» (2013)
- «Філософія людиноцентризму в освітньому просторі» (2018)
- «Людина у викликах цивілізації: від минулого — до майбутнього : Людина. Освіта. Соціум» (2020)
- «Człowiek wobec wyzwań cywilizacji: Od przeszłości do przyszłości» (2022)

Навчальна література: 
- «Політологія: наука про політику» (2002)
- «Філософія: Мислителі. Ідеї. Концепції» (2005)
- «Філософія: Логос. Софія. Розум» (2006)
- «Філософія управління» (2007)
- «Філософія: Історія, суспільство, освіта» (2011) та інші Для загальноосвітньої школи:
- «Філософія» (2012).
- «Ескізи про мудрість. Від міфу до істини» (2019)